# Валлеве
Валлеве (итал. Valleve) — коммуна в Италии, располагается в регионе Ломбардия, в провинции Бергамо.
Население составляет 138 человек (2008 г.), плотность населения составляет 9 чел./км². Занимает площадь 15 км². Почтовый индекс — 24010. Телефонный код — 0345.
Покровителями коммуны почитаются святые апостолы Пётр и Павел, празднование 29 июня.

## Демография
Динамика населения:

## Администрация коммуны
- Официальный сайт: http://www.comune.valleve.bg.it/BremboNet/portale/CadmoDriver_s_63267 (недоступная+ссылка)